# Xirómero
Xirómero (griego: Ξηρόμερο) es un municipio de la República Helénica perteneciente a la unidad periférica de Etolia-Acarnania de la periferia de Grecia Occidental.
El municipio se formó en 2011 mediante la fusión de los antiguos municipios de Alyzía, Ástaco (la actual capital municipal) y Fyteíes, que pasaron a ser unidades municipales. El municipio tiene un área de 590,1 km².
En 2011 el municipio tenía 11 737 habitantes.
Se sitúa en la costa occidental de la unidad periférica, junto a la isla de Kalamos.